# Wolfgang Hohlbein

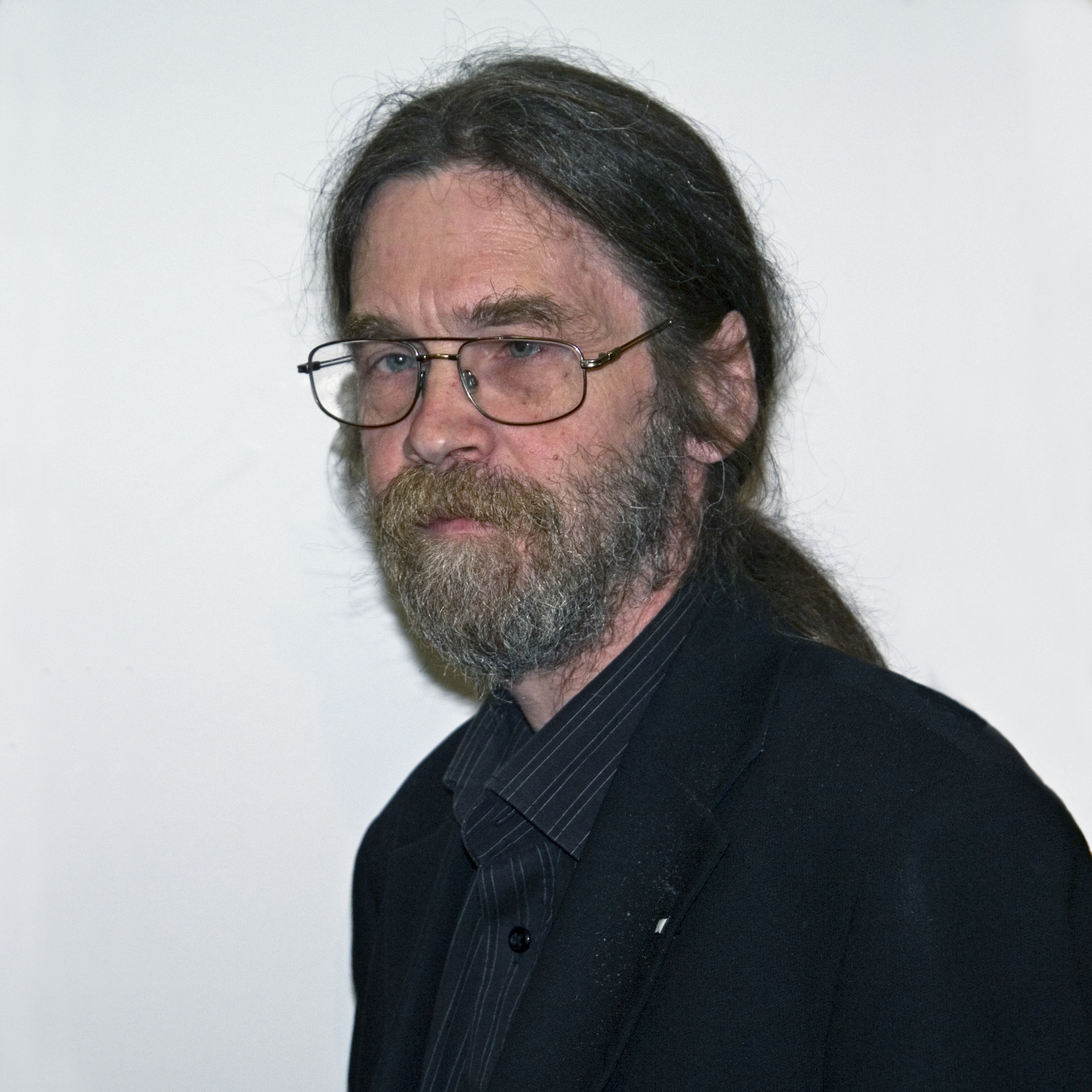
Wolfgang Hohlbein en el Fantasy-Festival de Flörsheim, 29 de junio de 2007.

Wolfgang Hohlbein (15 de agosto de 1953 en Weimar) es un escritor alemán de ciencia ficción, fantasía y terror. Con 35 millones de libros vendidos, es uno de los autores que más vende de Alemania. Su carrera literaria empezó en 1982 con la novela Luna de leyenda.

## Biografía
Wolfgang Hohlbein nació el 15 de agosto de 1953 en Weimar, creció en Krefeld, Renania del Norte-Westfalia. De joven empezó a escribir historias fantásticas. Al acabar la escuela estudió gestión industrial.
Empezó a escribir en serio mientras trabajaba como vigilante nocturno. Por esta época quedó entusiasmado con las novelas de Karl May. Al principio escribía historias cortas, y más tarde novelas de horror y ambientadas en el oeste. Publicó su obra bajo muchos seudónimos.
En 1974 se casó con Heike Hohlbein, con la que tuvo seis hijos.
En 1982 participó en un concurso que convocó el editor Carl Ueberreuter con temática fantástica y de ciencia ficción. Envió el manuscrito de 295 páginas de la novela fantástica Luna de leyenda, inspirada en las fantasías de su esposa. Los dos escribieron el manuscrito juntos y ganaron el primer premio. Luna de leyenda siguió cosechando premios, como el «Phantastik-Preis der Stadt Wetzlar» y el «Preis der Leseratten».
Luna de leyenda fue un éxito nacional e internacional que le ayudó a empezar como escritor. Desde entonces ha escrito más de 200 libros, a menudo junto a su esposa, y se ha convertido en uno de los autores más leídos en lengua alemana de género fantástico y ciencia ficción. También ha ayudado a otros actores, como a Bernhard Hennen con su trilogía Das Jahr des Greifen: Der Sturm / Die Entdeckung / Die Amazone. En 2004 se publicó Am Abgrund, de la serie Die Chronik der Unsterblichen, la primera adaptación al cómic de una novela de Hohlbein. Luna de leyenda se convirtió en 2006 en su primer libro publicado en Estados Unidos. Otro de sus éxitos ha sido la pentalogía de El valle de los Dragones

## Wolfgang Hohlbein y Manowar
Actualmente, el escritor está trabajando en el proyecto The Asgard Saga (la saga de Asgard) junto con el grupo de heavy metal Manowar, un proyecto que abarca, entre otros, libros escritos por Wolfgang Hohlbein sobre la base de la mitología nórdica, tan característica de las canciones de esta banda. Recientemente se ha publicado en la página oficial de The Asgard Saga un mensaje anunciando la cercana salida a la venta del primer libro: Hammer of the Gods (el Martillo de los Dioses).

### Libros para niños y jóvenes

#### Libros sin continuación
- Es begann am frühen Morgen (1985, Schneider, ISBN 3-505-09069-7)
- Kein Platz mehr im Hundehimmel (1986 (2004), con Heike Hohlbein, Ueberreuter, ISBN 3-8000-5111-7)
- Pizzabande - Band 17: Zucker im Tank oder Die Hehlerbande (1986, Schneider, ISBN 3-505-04126-2)
- Saint Nick - Der Tag, an dem der Weihnachtsmann durchdrehte (1997, Heyne, ISBN 3-453-14995-5)
- Teufelchen (1997, con Heike Hohlbein, Thienemann, ISBN 3-522-17297-3)
- Kunibert, der Drachentöter (2004, con Sylvia Petter, Erlebnis Lesen Verlag)
- Die wilden Schwäne (2014, con Heike Hohlbein, arsEdition, ISBN 978-3845807942)
- Drachenbrüder: Der Schwur des Dschingis Khan (2015, Ueberreuter Verlag, ISBN 978-3764170462)

#### Barbie
Publicados bajo el seudónimo de Angela Bonella.
1. Barbie Superstar (1991, Xenos, ISBN 3-8212-1201-2)
2. Barbie in Afrika (1991, Xenos, ISBN 3-8212-1202-0)
3. Barbie und das Fitness-Studio (1991, Xenos, ISBN 3-8212-1203-9)

#### Die Wolf-Gäng
1. Das Haus der Geister (julio de 2007, Egmont Franz Schneider, ISBN 978-3-505-12408-2)
2. Ein finsteres Geheimnis (julio de 2007, con Dieter Winkler, Egmont Franz Schneider, ISBN 978-3-505-12409-9)
3. Wächter der Wahrheit (enero de 2008, con Rebecca Hohlbein, Egmont Franz Schneider, ISBN 978-3-505-12410-5)
4. Draci gegen die Schweinebande (septiembre de 2008, con Dieter Winkler, Egmont Franz Schneider, ISBN 978-3-505-12464-8)
5. Die Rückkehr der Trolle (octubre de 2008, con Rebecca Hohlbein, Egmont Franz Schneider, ISBN 978-3-505-12524-9)

#### El Valle de los Dragones
Toda la serie fue escrita en coautoría con Heike Hohlbein. Aquí se muestra la fecha de publicación en su idioma original.
- 1: El descubrimiento (2002, Pearson)
- 2: El laberinto (2003, Pearson)
- 3: La bola mágica (2003, Pearson)
- 4: El salón de los espejos (2004, Pearson)
- 5: El regreso (2007, Pearson)

#### Gespenst ahoi!
1. Ein Gespenst an Bord (1987, Schneider, ISBN 3-505-09691-1)
2. Die gestohlene Geisterkiste (1988, Schneider, ISBN 3-505-09771-3)
3. Das schottische Geisterschloß (1988, Schneider, ISBN 3-505-09772-1)
4. Achtung, Kamera ab! (1989, Schneider, ISBN 3-505-04125-4)

#### Norg
Saga escrita junto con Heike Hohlbein.
1. Im verbotenen Land (2002, Thienemann, ISBN 3-522-17493-3)
2. Im Tal des Ungeheuers (2003, Thienemann, ISBN 3-522-17510-7)

#### Irondead
1. Irondead - Der zehnte Kreis (2014, Egmont INK, ISBN 978-3863960667)
2. Irondead - Der achte Tag (2015, Egmont INK, ISBN 978-3863960773)

### Fantasía

#### Libros sin continuación
A pesar de que varios de los siguientes títulos ya se han publicado en español, aquí se muestra la fecha de publicación original.
- La danza de las sílfides (1984, con Heike Hohlbein, Everest)
- Die Heldenmutter (1985, con Heike Hohlbein, Lübbe, ISBN 3-404-25267-5)
- Midgard (1987, con Heike Hohlbein, Everest)
- Fuego de dragón (1988, con Heike Hohlbein, Everest)
- Der Drachentöter (1989, como 'Martin Heidner', Loewe, ISBN 3-7855-2269-X)
- Die Bedrohung (1994, con Heike Hohlbein, Ueberreuter, ISBN 3-8000-2408-X)
- Das Vermächtnis der Feuervögel (2003, Piper, ISBN 3-492-26508-1)
- Infinity: Der Turm (marzo de 2011, Piper, ISBN 978-3-492-70223-2) Audiolibro ISBN 978-3-86952-079-7
- Der Orkling / Der Hammer der Götter (octubre de 2013, Bastei Lübbe, ISBN 978-3404207404)
- Die Schneekönigin (octubre de 2015, arsEdition, ISBN 978-3845812021)
- Laurin (marzo de 2016, Ueberreuter Verlag, ISBN 978-3764170585)

#### Das Herz des Waldes
1. Gwenderon (1987, Goldmann, ISBN 3-442-23919-2)
2. Cavin (1987, Goldmann, ISBN 3-442-23920-6)
3. Megidda (1987, Goldmann, ISBN 3-442-23921-4)

#### Das Schwarze Auge- Das Jahr des Greifen
Coautoría con Bernhard Hennen.
1. Der Sturm (1993, Bastei-Lübbe, ISBN 3-404-20222-8)
2. Die Entdeckung (1994, Bastei-Lübbe, ISBN 3-404-20226-0)
3. Die Amazone (1994, Bastei-Lübbe, ISBN 3-404-20231-7)

#### Die Asgard-Saga
1. Thor (2010, Bastei Lübbe, ISBN 978-3-7857-2392-0)
2. Die Tochter der Midgardschlange (2010, Baumhaus Verlag Köln, ISBN 978-3-8339-3901-3)

#### Der Drachenzyklus
1. Die Töchter des Drachen (1987, Bastei-Lübbe, ISBN 3-404-20152-3)
2. Der Thron der Libelle (1991, Bastei-Lübbe, ISBN 3-404-20306-2)

#### Wolfsnebel
1. Der Rabenritter (1986, Ueberreuter, ISBN 3-8000-2635-X)
2. Der Schattenmagier (1987, Ueberreuter, ISBN 3-8000-2877-8)

#### Die Nacht des Drachen
Bajo el seudónimo de Michael Marks.
1. Das Drachenkind (1986, Franckh Kosmos, ISBN 3-440-05590-6)
2. Das Felsenvolk (1987, Franckh Kosmos, ISBN 3-440-05747-X)

#### Die Saga von Garth und Torian
Del volumen 1 al 3 fueron escritos junto a Dieter Winkler; el resto, con Frank Rehfeld.
1. Die Stadt der schwarzen Krieger (1985, Goldmann, ISBN 3-442-23877-3)
2. Die Tochter des Magiers (1987, Goldmann, ISBN 3-442-23922-2)
3. Die Katakomben der letzten Nacht (1987, Goldmann, ISBN 3-442-23923-0)
4. Die Straße der Ungeheuer (1988, Goldmann, ISBN 3-442-23924-9)
5. Die Arena des Todes (1988, Goldmann, ISBN 3-442-23925-7)
6. Der Tempel der verbotenen Träume (1988, Goldmann, ISBN 3-442-23926-5)

#### El Mercenario
Extensión basada en el cómic de Vicente Segrelles.
1. Der Söldner (1992, Bastei-Lübbe, ISBN 3-404-71100-9)
2. Die Formel des Todes (1992, Bastei-Lübbe, ISBN 3-404-71101-7)
3. Die vier Prüfungen (1993, Bastei-Lübbe, ISBN 3-404-71102-5)
4. Das Opfer (1995, Bastei-Lübbe, ISBN 3-404-71103-3)

#### Enwor
Junto con Dieter Winkler. Los tres títulos traducidos al español contienen la fecha de la publicación en alemán.
1. Der wandernde Wald (1983) ISBN 3-442-24947-3
2. La ciudad en llamas - La piedra del poder 1 (1983)
3. La tierra muerta - La piedra del poder 2 (1984)
4. El lobo de piedra - La piedra del poder 3 (1984)
5. Das schwarze Schiff (1984) ISBN 3-442-24951-1
6. Die Rückkehr der Götter (1987) ISBN 3-442-24952-X
7. Das schweigende Netz (1988) ISBN 3-442-24953-8
8. Der flüsternde Turm (1989) ISBN 3-442-24954-6
9. Das vergessene Heer (1989) ISBN 3-442-24955-4
10. Die verbotenen Inseln (1989) ISBN 3-442-24956-2
11. Das elfte Buch (1999) ISBN 3-442-24957-0

#### Enwor – Neue Abenteuer
1. Das magische Reich (2004) ISBN 3-492-26531-6
2. Die verschollene Stadt (2004) ISBN 3-492-26532-4
3. Der flüsternde See (2005) ISBN 3-492-26533-2
4. Der entfesselte Vulkan (2005) ISBN 3-492-26534-0

#### Enwor
Se trata de un gamebook.
- Das große Enwor Rollenspielbuch: Die Insel der Sternenbestie (1995, Goldmann , ISBN 3-442-24522-2)

#### Luna de Leyenda
Primera serie del autor. Fue coescrita junto con su esposa Heike Hohlbein. Los primeros tres tomos y el quinto fueron publicados en español por Pearson. Aquí se muestran las fechas de publicación originales.
1. La batalla (1982, Pearson) [Este libro también fue publicado por Everest bajo el título de Luna fantástica.]
2. Los niños desaparecidos (1990, Pearson)
3. Los herederos (1998, Pearson)
4. Das Märchen von Märchenmond (agosto de 1999, Ueberreuter, ISBN 3-8000-2607-4)
5. La maga (septiembre de 2005, Pearson)
6. Silberhorn (2009, Ueberreuter, ISBN 978-3-8000-5448-0)

#### Die Chroniken der Elfen
1. Elfenblut (2009, Otherworld Verlag, ISBN 978-3-8000-9503-2)
2. Elfenzorn (2010, Otherworld Verlag, ISBN 978-3-8000-9514-8)
3. Elfentod (2011, Otherworld Verlag, ISBN 978-3-8000-9532-2)

### Ficción

#### Libros sin continuación
- Der Greif (1989, con Heike Hohlbein, Ueberreuter, ISBN 3-8000-5214-8)
- Spiegelzeit (octubre de 1991, con Heike Hohlbein). Heyne, ISBN 3-453-18925-6)
- Unterland (1992, con Heike Hohlbein, Ueberreuter, ISBN 3-8000-2057-2)
- Das Druidentor (1993, Droemer Knaur, ISBN 3-426-61867-2)
- Der Widersacher (1995, Lübbe, ISBN 3-404-25351-5 o ISBN 3-7857-0765-7)
- Dreizehn (1995, con Heike Hohlbein, Arena, ISBN 3-401-02897-9)
- Die Rückkehr der Zauberer (1996, Droemer/Knaur, ISBN 3-426-61869-9)
- Schattenjagd (1996, con Heike Hohlbein, Heyne, ISBN 3-453-53005-5)
- Katzenwinter (1997, con Heike Hohlbein, Ueberreuter, ISBN 3-8000-2512-4)
- Krieg der Engel (1999, con Heike Hohlbein, Ueberreuter, ISBN 3-8000-5137-0)
- Das Avalon-Projekt (2000, Droemer Knaur, ISBN 3-426-61866-4)
- Das Buch (agosto de 2003, con Heike Hohlbein, Ueberreuter, ISBN 3-8000-2997-9)
- WASP (julio de 2008, Ueberreuter, ISBN 978-3-8000-5436-7)
- Die Schneekönigin (2015, arsEdition)

#### Anders
Coescrito con Heike Hohlbein.
- 1: Die tote Stadt Ueberreuter, julio de 2004 ISBN 3800050730
- 2: Im dunklen Land Ueberreuter, agosto de 2004 ISBN 3800050870
- 3: Der Thron von Tiernan Ueberreuter, septiembre de 2004 ISBN 3800050889
- 4: Der Gott der Elder Ueberreuter, octubre de 2004 ISBN 3800050897

#### Der Magier
1. Der Erbe der Nacht (1989, Heyne, ISBN 3-85492-955-2)
2. Das Tor ins Nichts (1989, Heyne, ISBN 3-85492-953-6)
3. Der Sand der Zeit (1989, Heyne, ISBN 3-85492-954-4)

#### Genesis
Coescrito con Heike Hohlbein.
1. Eis (agosto de 2006, Ueberreuter, ISBN 3-8000-5257-1)
2. Stein (septiembre de 2006, Ueberreuter, ISBN 3-8000-5266-0)
3. Diamant (octubre de 2006, Ueberreuter, ISBN 3-8000-5267-9)

### Histórico-fantástico

#### Libros sin continuación
- Die Kinder von Troja (1984, Lübbe, ISBN 3-404-25444-9)
- Hagen von Tronje (enero de 1986, Heyne, ISBN 3-453-53024-1)
- Das Siegel (1987, Ueberreuter, ISBN 3-8000-2280-X)
- Der lange Weg nach Ithaka (1989, bajo el pseudónimo de Martin Heidner, Loewe, ISBN 3-7855-2134-0)
- Das Paulus-Evangelium (2006, vgs, ISBN 3-8025-3479-4)

#### Das Blut der Templer
1. Das Blut der Templer (diciembre de 2004, vgs, ISBN 3-8025-3436-0)  (Basado en una película emitida en el canal alemán ProSieben en otoño de 2004)
2. Die Nacht des Sterns (septiembre de 2005, con Rebecca Hohlbein, vgs, ISBN 3-8025-3478-6)

#### Die Himmelsscheibe
- 1: Die Tochter der Himmelsscheibe (marzo de 2005, Piper, ISBN 3-492-70068-3)
- 2: Die Kriegerin der Himmelsscheibe (diciembre de 2010, Piper, ISBN 978-3-492-70222-5)

#### La crónica de los inmortales (Die Chronik der Unsterblichen)
En español lleva el título de La crónica de los inmortales. Los pocos volúmenes publicados en esta lengua llevan la fecha de publicación en alemán.
- 1: El abismo (1999, Timunmas)
- 2: El vampiro (2000, Timunmas)
- 3: La herida (2001, Timunmas)
- 4: El ocaso (2002, Timunmas)
- 5: Die Wiederkehr (2003, vgs, ISBN 3-8025-2935-9)
- 6: Die Blutgräfin (2004, vgs, ISBN 3-8025-3372-0)
- 7: Der Gejagte (2004, vgs, ISBN 978-3548263922)
- 8: Die Verfluchten (2005, vgs, ISBN 3-8025-3459-X)
- 8,5: Blutkrieg (2007, vgs, ISBN 3-8025-3624-X)
- 9: Das Dämonenschiff (2007, vgs, ISBN 978-3-8025-3539-0)
- 10: Göttersterben (2008, vgs, ISBN 978-3-8025-1793-8)
- 11: Glut und Asche (October 2009, Egmont Lyx, ISBN 978-3-8025-8248-6)
- 11,5: Seelenraub (March 2013, Egmont Lyx)
- 12: Der schwarze Tod (October 2010, Egmont Lyx, ISBN 978-3-8025-8395-7)
- 13: Der Machdi (October 2011, Egmont Lyx, ISBN 978-3-8025-8494-7)
- 14: Pestmond (14 de febrero de 2013, Egmont Lyx, ISBN 978-3-8025-8840-2)
- 15: Nekropole (17 de octubre de 2013, Egmont Lyx, ISBN 978-3802588419)
- 16: Dunkle Tage (24 de abril de 2017, Egmont Lyx)

#### La leyenda de Camelot
Serie coescrita con Heike Hohlbein. Al igual que en libros anteriores, se han conservado las fechas de publicación en el idioma original.
1. La magia del grial (2000, Pearson)
2. La espada de los elbos (2001, Pearson)
3. El escudo de runas (2002, Pearson)

#### Die Nibelungen-Saga
Escrita junto con Torsten Dewi.
1. Der Ring der Nibelungen (2004, Heyne, 2004, ISBN 3-453-53026-8)
2. Die Rache der Nibelungen (2007, Heyne, 2007, ISBN 978-3-453-53268-7)
3. Das Erbe der Nibelungen (2010, Heyne, 2010, ISBN 978-3-453-53333-2)

#### La templaria
Sólo se publicó el primer libro en español. La fecha mostrada es de la publicación en alemán por la editorial Heyne.
1. La templaria (1999, Martínez Roca)
2. Der Ring des Sarazenen (2002, Heyne, ISBN 3-453-86988-5)
3. Die Rückkehr der Templerin (2004, Heyne, ISBN 3-453-87919-8)
4. Das Wasser des Lebens (2008, Heyne, con Rebecca Hohlbein, ISBN 978-3-453-26608-7)
5. Das Testament Gottes (2011, Heyne, con Rebecca Hohlbein, ISBN 978-3-453-26677-3)
6. Das Band des Schicksals (11 de septiembre de 2017, Heyne, con Rebecca Hohlbein)

#### Kevin von Locksley
1. Kevin von Locksley (1994, Bastei Lübbe, ISBN 3-404-18605-2)
2. Der Ritter von Alexandria (1994, Bastei Lübbe, ISBN 3-404-18606-0)
3. Die Druiden von Stonehenge (1995, Bastei Lübbe, ISBN 3-404-18607-9)
4. Der Weg nach Thule (1995, Bastei Lübbe, ISBN 3-404-18619-2)

### Terror

#### Libros sin continuación
- Die Moorhexe (1988, Lübbe, ISBN 3-404-25268-3)
- Kreuzfahrt – Eine Reise in den Horror (1988, Bastei-Lübbe, ISBN 3-404-13156-8)
- Das Teufelsloch (1990, Heyne, ISBN 3-453-21221-5)
- Der Inquisitor (1990, Lübbe, ISBN 3-404-15203-4)
- Magog (1990, Goldmann, ISBN 3-442-55359-8)
- Geisterstunde (1991, Lübbe, ISBN 3-404-25681-6)
- Die Schatten des Bösen (1992, Lübbe, ISBN 3-404-28319-8)
- Videokill (1992, Goldmann, ISBN 3-442-08095-9)
- Die Prophezeiung (1993, con Heike Hohlbein, Ueberreuter, ISBN 3-8000-5043-9)
- Giganten (1993, con Frank Rehfeld, Lübbe, ISBN 3-404-13539-3)
- Wolfsherz (septiembre de 1997, Lübbe, ISBN 3-404-25565-8)
- Wyrm (1998, Droemer/Knaur, ISBN 3-426-61868-0)
- Dunkel (mayo de 1999, Lübbe, ISBN 3-404-14478-3)
- Halloween (2000, Lübbe, ISBN 3-404-25676-X)
- Unheil (2007, Piper, ISBN 978-3-492-70156-3)
- Der Ruf der Tiefen (2014, Piper, ISBN 978-3492280051)
- Mörderhotel (2015, Bastei Lübbe, ISBN 978-3785725481)
- Armaggedon (2 de octubre de 2017, Piper)

#### Anubis
1. Anubis (enero de 2005, Lübbe, ISBN 3-7857-2178-1)
2. Horus (junio de 2007, Lübbe, ISBN 978-3-7857-2257-2)

#### Apokalypse-Trilogie
1. Flut (2001, Droemer/Knaur, ISBN 3-426-62150-9)
2. Feuer (diciembre de 2004, Droemer/Knaur, ISBN 3-426-66182-9)
3. Sturm (2007, Droemer/Knaur, ISBN 978-3-426-66168-0)

#### Azrael
1. Azrael (1994, Heyne, ISBN 3-453-09973-7)
2. Azrael – Die Wiederkehr (1998, Heyne, ISBN 3-453-13144-4)

#### Der Hexer von Salem
La serie fue lanzada por Bastei Lübbe.
1. Robert Craven – Die Spur des Hexers (2003)
2. Robert Craven – Als der Meister Starb (2003)
3. Robert Craven – Das Haus am Ende der Zeit (2003)
4. Robert Craven – Tage des Wahnsinns (2003)
5. Robert Craven – Der Seelenfresser (2003)
6. Robert Craven – Die Chrono-Vampire (2003)
7. Robert Craven – Im Bann des Puppenmachers (2003)
8. Robert Craven – Engel des Bösen (2003)
9. Robert Craven – Dagon - Gott aus der Tiefe (2003)
10. Robert Craven – Wer den Tod Ruft (2003)
11. Robert Craven – Der achtarmige Tod (2003)
12. Robert Craven – Die Hand des Dämons (2003)
13. Robert Craven – Ein Gigant Erwacht (2003)
14. Robert Craven – Necron - Legende des Bösen (2003)
15. Robert Craven – Der Koloss von New York (2003)
16. Robert Craven – Stirb, Hexer! (2003)
17. Robert Craven – Das Auge des Satans (2004)
18. Robert Craven – Endstation Hölle (2004)
19. Robert Craven – Der Abtrünnige Engel (2004)
20. Robert Craven – Hochzeit mit dem Tod (2004)
21. Robert Craven – Der Sohn des Hexers I (2004)
22. Robert Craven – Der Sohn des Hexers II (2004)
23. Robert Craven – Das Labyrinth von London (2004)
24. Robert Craven – Das Haus der Bösen Träume (2004)

#### Intruder
1. Erster Tag (2002, Bastei-Lübbe, ISBN 3-404-14800-2)
2. Zweiter Tag (2002, Bastei-Lübbe, ISBN 3-404-14801-0)
3. Dritter Tag (2002, Bastei-Lübbe, ISBN 3-404-14802-9)
4. Vierter Tag (2002, Bastei-Lübbe, ISBN 3-404-14803-7)
5. Fünfter Tag (2002, Bastei-Lübbe, ISBN 3-404-14804-5)
6. Sechster Tag (2003, Bastei-Lübbe, ISBN 3-404-14805-3)

#### Nemesis
1. Die Zeit vor Mitternacht (2004, Ullstein, ISBN 3-548-25878-6)
2. Geisterstunde (2004, Ullstein, ISBN 3-548-25889-1)
3. Alptraumzeit (2004, Ullstein, ISBN 3-548-25900-6)
4. In dunkelster Nacht (2004, Ullstein, ISBN 3-548-25965-0)
5. Die Stunde des Wolfs (2004, Ullstein, ISBN 3-548-25973-1)
6. Morgengrauen (2004, Ullstein, ISBN 3-548-25980-4)

#### Raven
1. Schattenreiter (2004, Bastei)
2. Das Schwert des Bösen (2004, Bastei)
3. Die Rache der Schattenreiter (2004, Bastei)
4. Horrortrip ins Schattenland (2004, Bastei)
5. Merlins böses Ich (2004, Bastei)
6. Das Phantom der U-Bahn (2004, Bastei)

#### Des Oculus-zyklus - John Sinclair Series
1. Im Auge des Sturms (29 septiembre 2017, Bastei Lübbe)
2. Das Ende der Zeit (26 octubre 2017, Bastei Lübbe)

### Ciencia ficción

#### Libros sin continuación
- Nach dem großen Feuer (1984, Kosmos, ISBN 3-440-05386-5)
- Fragt Interchron! (1988, Edition Pestum, ISBN 3-401-08004-0)
- Bastard (Después de una película en TV de suspenso por Manfred Purzer. 1989, Lübbe, ISBN 3-404-13220-3)
- Das Netz (1996, Heyne, ISBN 3-453-13582-2)

#### Charity
- Charity 1 - Die beste Frau der Spaceforce. (1989, Lübbe, ISBN 3-404-23096-5)
- Charity 2 - Dunkel ist die Zukunft. (1990, Lübbe, ISBN 3-404-23098-1)
- Charity 3 - Die Königin der Rebellen. (1990, Lübbe, ISBN 3-404-23100-7)
- Charity 4 - In den Ruinen von Paris. (1990, Lübbe, ISBN 3-404-23102-3)
- Charity 5 - Die schlafende Armee. (1990, Lübbe, ISBN 3-404-23104-X)
- Charity 6 - Hölle aus Feuer und Eis. (1990, Lübbe, ISBN 3-404-23106-6)
- Charity 7 - Die schwarze Festung. (1991, Lübbe, ISBN 3-404-23110-4)
- Charity 8 - Der Spinnenkrieg. (1991, Lübbe, ISBN 3-404-23115-5)
- Charity 9 - Das Sterneninferno. (1991, Lübbe, ISBN 3-404-23117-1)
- Charity 10 - Die dunkle Seite des Mondes. (1991, Lübbe, ISBN 3-404-23121-X)
- Charity 11 - Überfall auf Skytown. (1998, Lübbe, ISBN 3-404-23207-0)
- Charity 12 - Der dritte Mond. (1999, Lübbe, ISBN 3-404-23213-5)

#### Dark Skies
1. Dark Skies - Das Rätsel um Majestic 12. (1997, vgs, ISBN 3-8025-2453-5)
2. Majestic - Die Saat des Todes. (1997, vgs, ISBN 3-8025-2643-0)

#### Dino-Land
Junto con Frank Thys y Manfred Weinland. Hohlbein sólo participó en los primeros tres volúmenes de la serie.
1. Die Rückkehr der Saurier (1993, Bastei)
2. Panik in Las Vegas (1993, Bastei)
3. Die Station in der Urzeit (1993, Bastei)

#### Operation Nautilus
1. Die vergessene Insel. (2001, Ueberreuter, ISBN 3-8000-2820-4)
2. Das Mädchen von Atlantis. (2001, Ueberreuter, ISBN 3-8000-2818-2)
3. Die Herren der Tiefe. (2001, Ueberreuter, ISBN 3-8000-2819-0)
4. Im Tal der Giganten. (2001, Ueberreuter, ISBN 3-8000-2821-2)
5. Das Meeresfeuer. (2001, Ueberreuter, ISBN 3-8000-2822-0)
6. Die schwarze Bruderschaft. (2001, Ueberreuter, ISBN 3-8000-2823-9)
7. Die steinerne Pest. (2002, Ueberreuter, ISBN 3-8000-2883-2)
8. Die grauen Wächter. (2002, Ueberreuter, ISBN 3-8000-2879-4)
9. Die Stadt der Verlorenen. (2002, Ueberreuter, ISBN 3-8000-2881-6)
10. Die Insel der Vulkane. (2002, Ueberreuter, ISBN 3-8000-2880-8)
11. Die Stadt unter dem Eis. (2002, Ueberreuter, ISBN 3-8000-2882-4)
12. Die Rückkehr der Nautilus. (2002, Ueberreuter, ISBN 3-8000-2878-6)

#### Spacelords
Junto con Johan Kerk y Ingo Martin.
1. Hadrians Mond. (1993, Bastei Lübbe, ISBN 3-404-23144-9)
2. St. Petersburg Zwei. (1994, Bastei Lübbe, ISBN 3-404-23147-3)
3. Sandaras Sternenstadt. (1994, Bastei Lübbe, ISBN 3-404-23149-X)
4. Operation Mayflower. (1995, Bastei Lübbe, ISBN 3-404-23162-7)

#### Stargate SG-1
1. Der Feind meines Feindes. (1999, Burgschmiet, ISBN 3-932234-21-9)
2. Kreuzwege der Zeit. (2000, Burgschmiet, ISBN 3-933731-25-9)
3. Jagd ins Ungewisse. (2000, Burgschmiet, ISBN 3-933731-26-7)
4. Unsichtbare Feinde. (2001, Burgschmiet, ISBN 3-933731-67-4)
5. Tödlicher Verrat. (2001, Burgschmiet, ISBN 3-933731-84-4)

- Episodenguide 1 (2000, con Frank Rehfeld, Burgschmiet, ISBN 3-933731-48-8)
- Episodenguide 2 (2001, con Frank Rehfeld, Burgschmiet, ISBN 3-933731-68-2)

#### Sternenschiff der Abenteuer
Bajo el seudónimo de Martin Hollburg.
1. Der Findling im All. (1984, Franckh Kosmos, ISBN 3-440-05283-4)
2. Schatten an Bord. (1984, Franckh Kosmos, ISBN 3-440-05294-X)
3. Die eisige Welt. (1984, Franckh Kosmos, ISBN 3-440-05310-5)
4. Die Tiger von Vaultron. (1984, Franckh Kosmos, ISBN 3-440-05368-7)
5. Der Sonnenfresser. (1984, Franckh Kosmos, ISBN 3-440-05371-7)
6. Das Kristallhirn. (1985, Franckh Kosmos, ISBN 3-440-05407-1)
7. Die Zeitfalle des Delamere. (1985, Franckh Kosmos, ISBN 3-440-05442-X)

### Aventuras

#### Pirates of the Caribbean
Junto con Rebecca Hohlbein.
1. Fluch der Karibik (2006, libro de la película, vgs, ISBN 3-8025-3540-5)
2. Fluch der Karibik 2 (2006, libro de la película, vgs, ISBN 3-8025-3541-3)
3. Am Ende der Welt (abril de 2007, libro de la película, vgs, ISBN 978-3-8025-3616-8)

#### Indiana Jones
1. Indiana Jones und die Gefiederte Schlange (1990, Goldmann, ISBN 3-442-09722-3)
2. Indiana Jones und das Schiff der Götter (1990, Goldmann, ISBN 3-442-09723-1)
3. Indiana Jones und das Gold von El Dorado (1991, Goldmann, ISBN 3-442-09725-8)
4. Indiana Jones und das verschwundene Volk (1991, Goldmann, ISBN 3-442-41028-2)
5. Indiana Jones und das Schwert des Dschingis Khan (1991, Goldmann, ISBN 3-442-09726-6)
6. Indiana Jones und das Geheimnis der Osterinsel (1992, Goldmann, ISBN 3-442-41052-5)
7. Indiana Jones und das Labyrinth des Horus (1993, Goldmann, ISBN 3-442-41145-9)
8. Indiana Jones und das Erbe von Avalon (1994, Goldmann, ISBN 3-442-41144-0)

#### Thor Garson
1. Der Dämonengott (julio de 2007, Ueberreuter, ISBN 978-3-8000-5353-7 → Presenta: Indiana Jones und die Gefiederte Schlange)
2. Das Totenschiff (julio de 2007, Ueberreuter, ISBN 978-3-8000-5352-0 → Presenta: Indiana Jones und das Schiff der Götter)
3. Der Fluch des Goldes (julio de 2007, Ueberreuter, ISBN 978-3-8000-5354-4 → Presenta: Indiana Jones und das Gold von El Dorado)
4. Das Kristall des Todes (enero de 2008, Ueberreuter, ISBN 978-3-8000-5383-4 → Presenta: Indiana Jones und das Geheimnis der Osterinseln)

### Otros
- Der letzte Aufschlag (1989, Goldmann, ISBN 3-442-09307-4)
- Das große Wolfgang Hohlbein-Buch (1994, Bastei-Lübbe, ISBN 3-404-28220-5)
- Ricky jagt die Drogenhändler (1994, como Henry Wolf, Ueberreuter, ISBN 3-8000-2396-2)
- Von Hexen und Drachen (2000, Bastei-Lübbe, ISBN 3-404-28323-6)

### Inspirados en películas
- Der Fahnder (1987, Bastei-Lübbe, ISBN 3-404-13108-8)
- Die Hand an der Wiege (1992, Lübbe, ISBN 3-404-13453-2)
- Die Eisprinzessin (1995, Aufbau, ISBN 3-7466-1250-0)
- Stirb langsam - jetzt erst recht (1995, Lübbe, ISBN 3-404-13751-5)
- Wiedergeburt. "The Wanderer" (1996, Heyne, ISBN 3-453-13576-8)
- Das Blut der Templer (2006, Ullstein, ISBN 3-548-26474-3)
- Fluch der Karibik 1-4 (2006, Egmont Vgs, ISBN 3-8025-3540-5)
- Wir sind die Nacht (2010, Heyne-Verlag, ISBN 978-3-453-26678-0)